# Comitas murrawolga
Comitas murrawolga is een slakkensoort uit de familie van de Pseudomelatomidae. De wetenschappelijke naam van de soort is voor het eerst geldig gepubliceerd in 1961 door Garrard.